# Mythimna albipuncta
Mythimna albipuncta es una polilla de la familia Noctuidae. Se distribuye en toda Europa.
Tiene una envergadura de 30 a 35 mm. La longitud de las alas anteriores varía de 14 a 17 mm. La envergadura es de 36 a 44 mm.
El adulto se encuentra principalmente en agosto y septiembre, aunque existen registros de junio a octubre.
La larva se alimenta de varias gramíneas. La especie pasa el invierno como oruga.